# Bunesfjorden
Bunesfjorden er en kort fjordarm af Forsfjorden i Moskenes kommune i Nordland fylke som strækker sig næsten to kilometer i nordøstlig retning fra indløbet mellem bebyggelserne Vindstad, på vestsiden, og Engelsneset, på østsiden, ind til bunden hvor bygden Bunesfjorden ligger. Fjorden er omgivet af fjelde med højder på 300–500 moh. (Kammen i øst, 514 moh., og Bisplua i vest, 597 moh.).
Hurtigbåden fra Reine har anløb i Vindstad som er et populært udgangspunkt for fodturer til blandt andet Bunesstranda på nordsiden af Moskenesøya. Den lokale vej langs østsiden fra Vindstad til stedet Bunesfjorden er ikke tilsluttet andre veje.